# VH1 Storytellers (Bruce Springsteen)
VH1 Storytellers je DVD izdanje koncerta i razgovora Brucea Springsteena, prošireno od epizode serije VH1 Storytellers 23. travnja 2005. televizije VH1.
Snimanje za emisiju i video je održano 4. travnja 2005. u novootvorenom Two River Theatreu u Red Banku u New Jerseyju. Springsteen je svirao gitaru i klavir te pjevao i raščlanjivao svoje pjesme zbog značenja, ponekad stih po stih. Supruga Patti Scialfa pomagala je kao prateći vokal. Održana je i diskusija s publikom.

## Izvedene pjesme
1. "Devils & Dust"
2. "Blinded by the Light"
3. "Brilliant Disguise"
4. "Nebraska"
5. "Jesus Was an Only Son"
6. "Waitin' on a Sunny Day"
7. "The Rising"
8. "Thunder Road"